# Ban Bí thư Ban Chấp hành Trung ương Đảng Cộng sản Liên Xô khóa XIX (1952–1956)
Ban Bí thư Ban Chấp hành Trung ương Đảng Cộng sản Liên Xô khóa XIX (1952–1956) được bầu tại Hội nghị Trung ương lần thứ nhất của Ban chấp hành Trung ương Đảng Cộng sản Liên Xô khóa XIX được tổ chức ngày 14/10/1952.

## Ủy viên
| Tên (sinh–mất)                      | Bắt đầu    | Kết thúc  | Thời gian       | Ghi chú                                                                |
| ----------------------------------- | ---------- | --------- | --------------- | ---------------------------------------------------------------------- |
| Iosif Stalin (1878–1953)            | 14/10/1952 | 5/3/1953  | 142 ngày        | Mất khi đang tại nhiệm.                                                |
| Nikita Khrushchev (1894–1971)       | 14/10/1952 | 25/2/1956 | 3 năm, 134 ngày | Bầu làm Bí thư thứ nhất tại Hội nghị toàn thể lần thứ 3.               |
| Averky Aristov (1903–1973)          | 27/2/1956  | 14/3/1953 | 80 ngày         | Miễn nhiệm tại Hội nghị lần thứ 2.                                     |
| Averky Aristov (1903–1973)          | 7/12/1955  | 25/2/1956 | 80 ngày         | Bầu tại Hội nghị lần thứ 10.                                           |
| Nikolay Belyaev (1903–1966)         | 7/12/1955  | 25/2/1956 | 80 ngày         | Bầu tại Hội nghị lần thứ 10.                                           |
| Leonid Brezhnev (1906–1982)         | 14/10/1952 | 5/3/1953  | 142 ngày        | Miễn nhiệm tại Hội nghị lần thứ 2.                                     |
| Nikolay Ignatov (1901–1966)         | 14/10/1952 | 5/3/1953  | 142 ngày        | Miễn nhiệm tại Hội nghị lần thứ 2.                                     |
| Semyon Ignatyev (1904–1983)         | 5/3/1953   | 6/4/1953  | 32 ngày         | Bầu tại Hội nghị lần thứ 2, và miễn nhiệm sau dó.                      |
| Georgy Malenkov (1902–1988)         | 14/10/1952 | 14/3/1953 | 142 ngày        | Bí thư thứ 2 Ban Bí thư (1948-1953) Miễn nhiệm tại Hội nghị lần thứ 3. |
| Nikolai Mikhailov (1906–1982)       | 14/10/1952 | 14/3/1953 | 142 ngày        | Miễn nhiệm tại Hội nghị lần thứ 3.                                     |
| Nikolai Pegov (1905–1991)           | 14/10/1952 | 5/3/1953  | 142 ngày        | Miễn nhiệm tại Hội nghị lần thứ 2.                                     |
| Panteleimon Ponomarenko (1902–1984) | 14/10/1952 | 5/3/1953  | 142 ngày        | Miễn nhiệm tại Hội nghị lần thứ 2.                                     |
| Pyotr Pospelov (1898–1979)          | 5/3/1953   | 25/2/1956 | 2 năm, 357 ngày | Bầu tại Hội nghị lần thứ 2.                                            |
| Nikolai Shatalin (1904–1984)        | 5/3/1953   | 3/8/1955  | 2 năm, 151 ngày | Bầu tại Hội nghị lần thứ 2, và miễn nhiệm tại Hội nghị lần thứ 9.      |
| Dmitri Shepilov (1905–1995)         | 7/12/1955  | 25/2/1956 | 3 năm, 134 ngày | Bầu tại Hội nghị lần thứ 10.                                           |
| Mikhail Suslov (1902–1982)          | 14/10/1952 | 25/2/1956 | 3 năm, 134 ngày | Bí thư thứ 2 Ban Bí thư (1953-1957)                                    |